# 돈 페드로 콜리

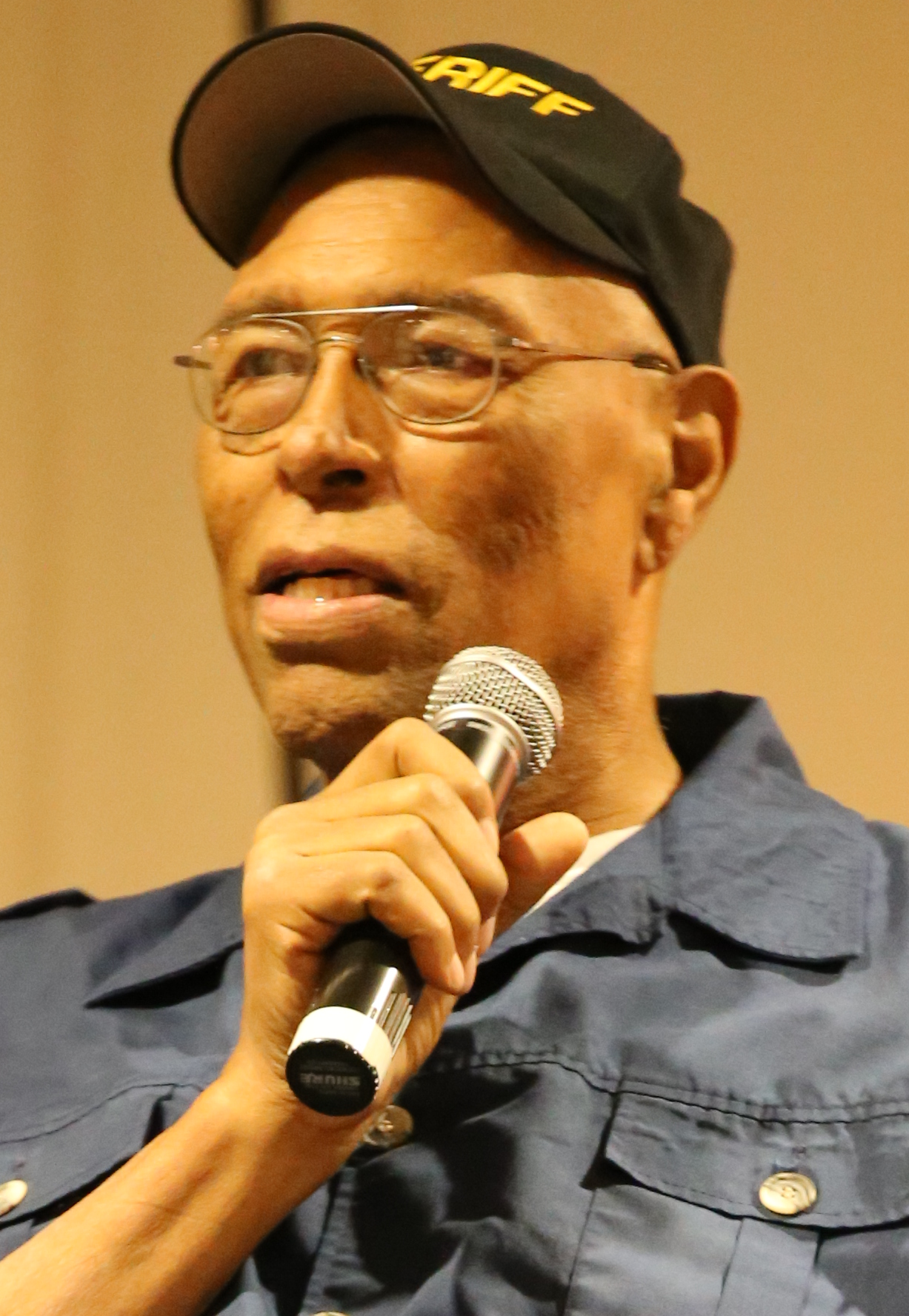

돈 페이드로 콜리(Don Pedro Colley, 영어 발음: /ˈpeɪdroʊ/, 1938년 8월 30일 ~ 2017년 10월 11일)는 미국의 배우이다.
클래머스 폴스에서 태어났으며 오리건주에서 사망하였다. 사인은 췌장암이다.

## 출연 작품
- 피라나 (1995년)
- 퀘스트 (1993년)
- 블루 이구아나 (1988년)
- 허비 - 돌아오다 (1974년)
- 흑인 시저 (1973년)
- THX-1138 (1971년)
- 혹성 탈출 2 - 지하 도시의 음모 (1970년)

### 텔레비전
- A 특공대 - TV시리즈 (1983년)
- 해저드 마을의 듀크 가족 (1979년)